# برونو فيغيروا فيشر
برونو فيغيروا فيشر (بالإسبانية: Bruno Figueroa Fischer) هو دبلوماسي مكسيكي، ولد في 24 أكتوبر 1965 في مدينة مكسيكو في المكسيك.